# سهيل زكار
سهيل زكَّار (1936 - 1 مارس 2020) باحث ومؤرّخ ومحقـّق ومترجم سوري.

## نسبه وأصول عائلته
هو سهيل بن علي صادق بن مصطفى بن محمد آل زكار من عائلة آل زكار الحموية، وهي عائلة عربية عريقة في مدينة حماة من حي الحاضر، وأسرته بالأصل جزء من عشيرة بالمدينة المذكورة، وأصل اسم العشيرة «كزكز»، وقد تفرع منها عوائل أشهرها آل زكار وآل مط وآل غنوم (غنوم حماة فقط)، ويعودون بالأصل إلى شيخ الطريقة اليونسية يونس بن يوسف الشيباني عبر أحد أحفاده وهو الشيخ يونس الثاني (دفين دمشق) بن معتوق بن مساعد بن الشيخ الرباني يونس بن يوسف الشيباني.

## حياته ودراسته
وُلـِد في مدينةِ حماة سورية عام 1936 منَ أسرةٍ متوسـّطةُ الحالِ عمل والده في أعمالٍ تجاريّـة، ولحقت به خسائر كبيرة نتيجة ما جرى في حماة أيـّام الاِنتداب الفرِنسي على سورية، وتعرّض والِده لنكبات ماديّـة، وأدّى الأمر إلى سوء الأحوال الماديّـة فاضطر لترك المدرسة والاِنقطاع من أجل العمل وتأمين لقمة العيش والتـّعاون مع الأسرة.
في الوقت نفسه كان يواصل القراءة في مختلفِ أنواع الكتب، قرأ كثيراً عن الوجودية والقومية، وكان يميلُ إلى قراءة كتب التـّاريخ. حصل بدراسةٍ خاصـّة عام 1952 على الشـّهادة الإعداديّة وبعد ذلك عمِل معلـّماً وكيلاً في ريفِ حماة. تابع أثناء عمله بالتـّدريس القراءة والـدّراسة ففكّر بنيلِ الشـّهادةِ الثـّانويّـة، ولم تكن الأمور سهلة. في عام 1956 وصل إلى سنّ أداءِ خدمةِ العلم وأثناء ذلك كان العدوان الثـّلاثي على مصر وكان موجوداً وقتها في منطقة الشـّيخ مسكين.
أثناء أداءِه الخدمة الإلزاميـّة سجـّل من أجل الحصولِ على الشّـهادةِ الثـّانويـّة وطبعاً كانت الظـّروف قاسية وصعبة وشعر بمرارة الحياةِ وشظفِ العيشِ، إذ كان ينتقل من الشـّيخ مسكين إلى دمشقَ ليلاً للوصولِ صباحاً من أجلِ تـأديةِ الاِمتحانات والعودة ولا سيّـما أنّ سُبل المواصلات ذهاباً وإيّـاباً كانت صعبة جـدّاً، ولم يكن ينعم أثناء تلك الفترة بالنـّومِ الجيـّد.
وأخيراً، علِـم وهو في الخدمة أنّـه قد نجح وبتفوّق وأخذ بمقرّر التـّاريخِ أكثر من 190 درجة من 200. إثر هذا وما أن انتهت الخدمة الإلزاميّـة حتّـى طُـلِب منه الاِلتحاق بالكليّـة العسكريّـة.

## في الجامعة
تقـدّم للتـّسجيل في الجامعة وكانت لديه اِمكانيّـة الاِلتحاق بأيّ كلـّيّـة موجودة آنئذٍ، وبما أنـّه كان مفطوراً على حـبّ التـّاريخِ دخل هذا القسم، ومع أنّـه لم يكن مداوماً على المحاضرات في الجامعة لكنـّه اجتاز الاِمتحانات كلّـها بنجـاح وكان المتخرّج الأوّل في الجامعة. بعد التـّخرّج عام 1963م تقدّم لمسابقة المدرّسين في وزارة التّـربية ولمسابقة أخرى ليكون مُعيداً في كلّـيّـة الآداب، نجح في مُسابقة المدرّسين وكان الأوّل على سورية ويحق له أن يُعيـّن في دمشق ولكنـّه عُيـّن في حماة، وقال له مديرُ التّربية آنئذٍ في حماة: لأنّـك ستترك التـّدريسَ وتذهب إلى الجامعة لن أعيّـنك في المدينة، وبالفعل تمّ تعيينه في السلمية وهناك درّس ثلاثة أشهر بعد ذلك كانت قد صدرت نتائج القبول في المعيدين ونجح، وقرّرت الجامعة إلحاقه بها كمعيد مع اِتّخاذ قرار بإيفاده إلى اِنكلترا وفي هذه الفترة أقدم على تحقيق كتابين هامّين هما: طبقات خليفة بن خياط، وتاريخ خليفة بن خيّاط المتوفّى 240 هـ وصدرا له فيما بعد عن وزارة الثقافة في دمشق. 

## في مدينة الضّـباب
أواخر عام 1964م سافر إلى لندن، وصلها وهو لا يعرف اللّغة الإنكليزيّة كانت معلوماته متدنّية في الإنكليزيّـة ولم يكن يعرف أحداً هناك على الإطلاق ومرّت أيّـام صعبة عليه، وأخيراً وجد غرفة عند الجيران وبالوقت نفسه اِنتسب إلى مدرسة «ديفيز سكول» ليتعلّم الإنكليزيّـة وذهب إلى الجامعة والتقى رئيسَ قسمِ التّـاريخ المستشرق برنارد لويس. قال له: عليكَ أن تتعلّـمَ الإنكليزيّـة وعاد من الجامعة من أجل اللّغة الإنكليزيّـة، أثناء ذلك تعرّف على شـاب سعودي دلّـه على بعض الخطوات، ثمّ بدأت رحلة العمل الدّؤوب، أصبح يداوم صباحاً في المدرسة الخاصّـة وفي المساء يذهب إلى مدرسة تابعة للبلديّـة، وخلال شهر أصبح يقرأ ويتكلّـم بالإنكليزيّـة، وكان قد قـرّر أن يحفظ «معجم إنكليزي-إنكليزي» واستفاد من ذلك كثيراً، كما اِستفاد من قراءة ترجمة القرآن الكريم إلى اللّغة الإنكليزيّـة، بعد هذا الشّـهر ذهب إلى الجامعة والتقى ثانيةً «لويس» الذي اِندهش لذلك وطلب منه أن يخطو الخطوة الثّـانية.

## موقف جرى مع المستشرقبرنارد لويس
طلب منه «لويس» أن يعمل على معادلة شهادته وكانوا عدداً من الطّلبة تحت إشرافِ موجـّه بريطاني، وقد خضعوا للتدريبات واصطدم بهذا الموجـّه مراراً لأنـّه كان يُـقدّم لهم معلومات غير صحيحة فشكاه إلى رئيس القسم فاستدعاه وسأله لماذا حصل هذا؟ فقال له بهدوء: يحاول أن يعلّمنا خطأ وأوضح له بعض الأمور وسأله: ما هو عملك؟ فقال له: معيد موفد. وسأله هل لك كُـتب؟ فقال له: أكتب بعض الدّراسات وقد حقّقتُ كتابَي خليفة بن خياط. فردّ مندهشاً: وهل تمّ العثور عليهما؟!! فأجاب: واحدٌ في دمشق والآخر في المغرب، ولديّ بعض الملازم ممّـا طُبع وسأعرضها عليك.
أتى بها في اليوم التّالي، وطلب منه أن يكتبَ مقالاً عن خليفة بن خيّاط للموسوعة الإسلاميّـة وخلال ثلاثة أيّـام كتب المقال، وبعد ذلك طلب منه أن يراه بعد المحاضرات وقال " أنت لديك إعفاء، سأله: ممَ؟ فأجاب: أنت لا تحتاج إلى فحص المعادلة وهذا قرار مجلس الجامعة. بعد ذلك عرض عليه «لويس» البقاء والتعاقد معه فاعتذر عن ذلك لأنّـه آتٍ للدراسة من أجل وطنه، ومنذ ذلك الحين يعمل وهو في التدريس.

## دراسته وتدريسه
كان موضوع الماجستير حول إمارة حلب في القرن الحادي عشر للميلاد أي الموافق للقرن الخامس الهجري، وأثناء المتابعة للدراسة بدأ رحلة قادته إلى تركيّا وإيطاليا وفرنسا وإسبانيا للحصولِ على المخطوطات ثمّ تابع الدكتوراه.درّس في لبنان والمغرب لمدة 3 سنوات ثم عاد لبلده سوريا واستقر فيها مدرسا ومؤلفا ومحاضرا وباحثا.

## نظرته لمعنى المؤرخ والمحقق
يرى الدكتور سهيل أن من يعمل في تاريخ العرب والإسلام عليه أن يُتقن ثلاثة فنونٍ أساسيّـة هي: التّـحقيق - التّـرجمة - التّـأليف. التحقيق لتاريخِ العربِ والإسلام يتخرّج بشكلٍ علمي من مدارس المؤرّخين العرب وخاصة: ابن إسحاق، ابن الجوزي، الزهري، خليفة بن خيّاط، البلاذري، ابن حبيش وآخرهم ابن كثير.
كما يؤكد أن التّرجمة أساسيّـة في عمل المؤرّخ، ولا بدّ من الاِطّـلاع على مصادر بغير العربيّـة، إذ منذ قيامِ الإسلام صار هناك بغير العربيّـة مصادر مفيدة جداً كُـتبت بالسريانية والأرمنية والإغريقية وفي حقب أخرى تزداد أهمّـيّـة المصادر غير العربيّـة.
وهذا بنظره بدهي لأنّ ما من حدث في التاريخ اقتصرت فعالياته على رقعةٍ محدودة من الأرض، بل امتدت إلى العالم أجمع.

## مشروع موسوعة تاريخ الحروب الصليبية
في عام 1991م وافق على مشروع ضخم وهو إخراج كتاب كبير في تاريخ الحروب الصليبية سماه «الموسوعة الشامية في الحروب الصليبية». ومنذ ذلك الحين وهو يعمل على هذه الموسوعة بالتعاون مع طلابه. ويذكر عنه أنه سيكون أوسع واشمل كتاب من نوعه في أي لغة في العالم إذ سيضم 45 الف صفحة وقد تأتي هذه الصفحات ما بين 90 إلى 95 مجلداً. وعلى هذا الأساس كان مستشارا في إنتاج مسلسل البحث عن صلاح الدين بالتعاون مع محمود عبد الكريم ونجدة أنزور.

## من أعماله
تأليف
1. الموسوعة الشاملة في تاريخ الحروب الصليبية (50 مجلد)
2. مدخل إلى تاريخ الحرب الصليبية
3. ماني والمانوية
4. مختارات من كتابات المؤرخين العرب
5. إمارة حلب في القرن الحادي عشر الميلادي
6. الانحياز، ترجمة
7. تاريخ العرب والإسلام
8. تاريخ يهود الخزر
9. الحشيشية: الاغتيال الطقوسي عند الإسماعيلية النزارية
10. طبقات خليفة بن خياط

تحقيق
- أنساب الأشراف، للبلاذري.[6]
- أخبار القرامطة، تحقيق
- الاعلام والتبيين في طروح الفرنج الملاعين، تحقيق
- بغية الطلب في تاريخ حلب، لابن العديم.[7]

## وفاته
توفي سهيل زكار يوم الأحد 1 مارس 2020 عن 84 عامًا. ونعتهُ وزارة الثقافة السورية عبر صفحتها الرسمية في «فيس بوك»، دون ذكر تفاصيل أو مكان وفاته.